# Nothroctenus lineatus
Nothroctenus lineatus là một loài nhện trong họ Ctenidae.
Loài này thuộc chi Nothroctenus. Nothroctenus lineatus được Albert Tullgren miêu tả năm 1905.